# Ian Agol
Ian Agol (né le 13 mai 1970) est un mathématicien américain qui travaille principalement sur la topologie de 3-variété.

## Formation et carrière
Agol obtient son doctorat en 1998 à l'Université de Californie à San Diego sous la supervision de Michael Freedman avec une thèse intitulée Topology of Hyperbolic 3-Manifolds. Il est professeur à l'Université de Californie à Berkeley et ancien professeur à l'Université de l'Illinois à Chicago.

## Contributions
En 2004, Agol prouve la conjecture de Marden (en), une conjecture énoncée par Albert Marden. Elle énonce qu'une 3-variété hyperbolique dont le groupe fondamental est finiment engendré est homéomorphe à l'intérieur d'une 3-variété compacte. La conjecture a été également prouvée indépendamment par Danny Calegari et David Gabai, et implique la conjecture d'Ahlfors (en).
En 2012, il a annoncé une preuve de la conjecture de Haken virtuelle (en). Elle affirme que toute 3-variété asphérique est finiment couverte par une variété de Haken.

## Prix et distinctions
Ian Agol reçoit avec Calegari et Gabai le Clay Research Award en 2009 pour sa preuve de la conjecture de Marden.
En 2005, Agol bénéficie d'une Bourse Guggenheim. En 2006 il est conférencier invité au congrès international des mathématiciens à Madrid avec une conférence intitulée « Finiteness of arithmetic Kleinian reflection groups ». Il donne ensuite une conférence plénière au congrès de 2014 à Séoul intitulée « Virtual properties of 3-manifolds ».
En 2012, il est lauréat du prix Berwick sénior. En 2012, il est devenu fellow de l'American Mathematical Society.
En 2013, Agol a reçu le prix Oswald-Veblen en géométrie, avec Daniel Wise pour leur théorie des complexes cubiques spéciaux et pour avoir démontré la séparabilité des sous-groupes d'une large classe de groupes (for the theory of special cube complexes and his establishment of subgroup separability for a wide class of groups).
En 2015, il a reçu le Breakthrough Prize in Mathematics 2016 « pour ses spectaculaires contributions à la topologie en basses dimensions et la théorie géométrique des groupes, y compris les travaux sur les solutions des conjectures tameness, virtuelle Haken et virtuel fibering ».
En 2016, il a été élu à l'Académie nationale des sciences.

## Publications
(octobre 2018).
- (en) Ian Agol, « The virtual Haken conjecture. With an appendix by Agol, Daniel Groves, and Jason Manning », Doc. Math., vol. 18,‎ 2013, p. 1045-1087 (MR 3104553)ArXiv.
- Bounds on exceptional Dehn filling, Geom. Topol. 4 (2000), 431–449. ArXiv
- avec D. Long, A. Reid: The Bianchi groups are separable on geometrically finite subgroups, Ann. of Math. (2) 153 (2001), no. 3, 599–621. ArXiv
- Tameness of hyperbolic 3-manifolds, Preprint 2004. ArXiv
- avec P. Storm, W. Thurston: Lower bounds on volumes of hyperbolic Haken 3-manifolds. With an appendix by Nathan Dunfield, J. Amer. Math. Soc. 20 (2007), no. 4, 1053–1077. ArXiv
- Criteria for virtual fibering, J. Topol. 1 (2008), no. 2, 269–284. ArXiv
- avec D. Groves, J. F. Manning: Residual finiteness, QCERF and fillings of hyperbolic groups, Geometry and Topology, 13 (2009), no. 2, 1043–1073. ArXiv
- avec Y.Liu: Presentation length and Simon's conjecture, J. Amer. Math. Soc. 25 (2012), no. 1, 151–187. ArXiv
- avec D. Groves, J. F. Manning: An alternate proof of Wise's malnormal special quotient theorem. Forum Math. Pi 4 (2016), e1, 54 pp

## Vie personnelle
Son frère jumeau, Eric Agol (de), est professeur d'astronomie à l'Université de Washington à Seattle.